# Friedrich Kerl
Friedrich „Fritz“ Kerl (* 27. März 1853 in Langensalza, Provinz Sachsen; † 7. April 1920 in Berlin) war ein deutscher Maler, Dichter, Musiker und Musikkritiker.

## Leben
Friedrich Kerl studierte von 1875 bis 1889 an der Kunstakademie Düsseldorf Malerei. Dort waren Andreas Müller, Heinrich Lauenstein, Peter Janssen d. Ä., Karl Müller, Julius Roeting, Eduard von Gebhardt und Eugen Dücker seine Lehrer.
In den Jahren 1900 bis 1903 lebte er in Milwaukee, war Mitglied der Society of Milwaukee Artists und stellte Zeichnungen und Gemälde in den Vereinigten Staaten aus.